# Dziadyk
Dziadyk (deutsch Greisenau, bis 1877 Dziadek) ist ein Ort in der polnischen Woiwodschaft Ermland-Masuren. Er gehört zur Gmina Ostróda (Landgemeinde Osterode in Ostpreußen) im Powiat Ostródzki (Kreis Osterode in Ostpreußen).

## Geographische Lage
Dziadyk liegt im Westen der Woiwodschaft Ermland-Masuren, zehn Kilometer südlich der Kreisstadt Ostróda (deutsch Osterode in Ostpreußen).

## Geschichte
Erstmals 1596 wurde das kleine Dorf Dziadick (nach 1599 Dziadik, nach 1820 Dziadeck bzw. Dziadek) erwähnt, wobei eine Windmühle wenige hundert Meter östlich des Ortes besondere Beachtung fand. 1874 kam die Landgemeinde Dziadek zum neu errichteten Amtsbezirk Kraplau (polnisch Kraplewo) im Kreis Osterode in Ostpreußen. Am 19. September 1877 wurde Dziadek in „Greisenau“ umbenannt. 149 Einwohner zählte das Dorf im Jahre 1910.
Am 30. September 1928 wurde der Gutsbezirk Kraplau in die Landgemeinde Greisenau eingegliedert, die zeitgleich in „Kraplau“ umbenannt wurde.
In Kriegsfolge wurde 1945 das gesamte südliche Ostpreußen an Polen abgetreten. Greisenau erhielt die polnische Namensform „Dziady“ und ist heute eine Ortschaft innerhalb der Landgemeinde Ostróda (Osterode in Ostpreußen) im Powiat Ostródzki (Kreis Osterode in Ostpreußen), bis 1998 der Woiwodschaft Olsztyn, seither der Woiwodschaft Ermland-Masuren zugehörig.

## Kirche
Bis 1945 war Greisenau in die evangelische Kirche Kraplau in der Kirchenprovinz Ostpreußen der Kirche der Altpreußischen Union, außerdem in die römisch-katholische Kirche Osterode i. Ostpr. eingepfarrt.
Heute gehört Dziadyk evangelischerseits zur Kirche Ostróda der Evangelisch-Augsburgischen Kirche bzw. zur Dreifaltigkeitskirche Kraplewo der Evangelisch-methodistischen Kirche. Katholischerseits ist Dziadyk der Peter-und-Pauls-Kirche in Durąg (Döhringen) im Erzbistum Ermland zugeordnet.

## Verkehr
Dziadyk liegt an einer Nebenstraße, die von Glądy (Glanden) über Ryn (Rhein) nach Kraplewo (Kraplau) führt. Eine Anbindung an den Bahnverkehr besteht nicht.